# Dorin-Valeriu Bădulescu
Dorin-Valeriu Bădulescu (n. 15 iunie 1976) este un politician român, ales Senatul României în legislatura 2016–2020 pe listele Partidului Mișcarea Populară (PMP). Dorin-Valeriu Bădulescu este membru în grupurile parlamentare de prietenie cu Republica Franceză-Senat, Republica Serbia și Republica Costa Rica. 
Dorin-Valeriu Bădulescu este avocat definitiv în Baroul Buzău.